# Château de Brassac de Belfortès
Pour les articles homonymes, voir Château de Brassac.
Le château de Brassac de Belfortès ou château de la Marquise est un ancien château-fort remanié situé à Brassac, dans le Tarn (France). Il fait face au château de Brassac de Castelnau, et les deux édifices sont séparés par le pont-vieux de Brassac, classé.
Cité dès le XIIe siècle, le château de Brassac de Belfortès appartient à la famille de Soubiran jusqu'au XVIIIe siècle. Élément important de la rivalité entre Belfortès et Castelnau, il participe aux guerres de Religion du XVIe siècle. Il est de nombreuses fois remanié, voire reconstruit, jusque dans les années 1920.

## Historique

### Origine

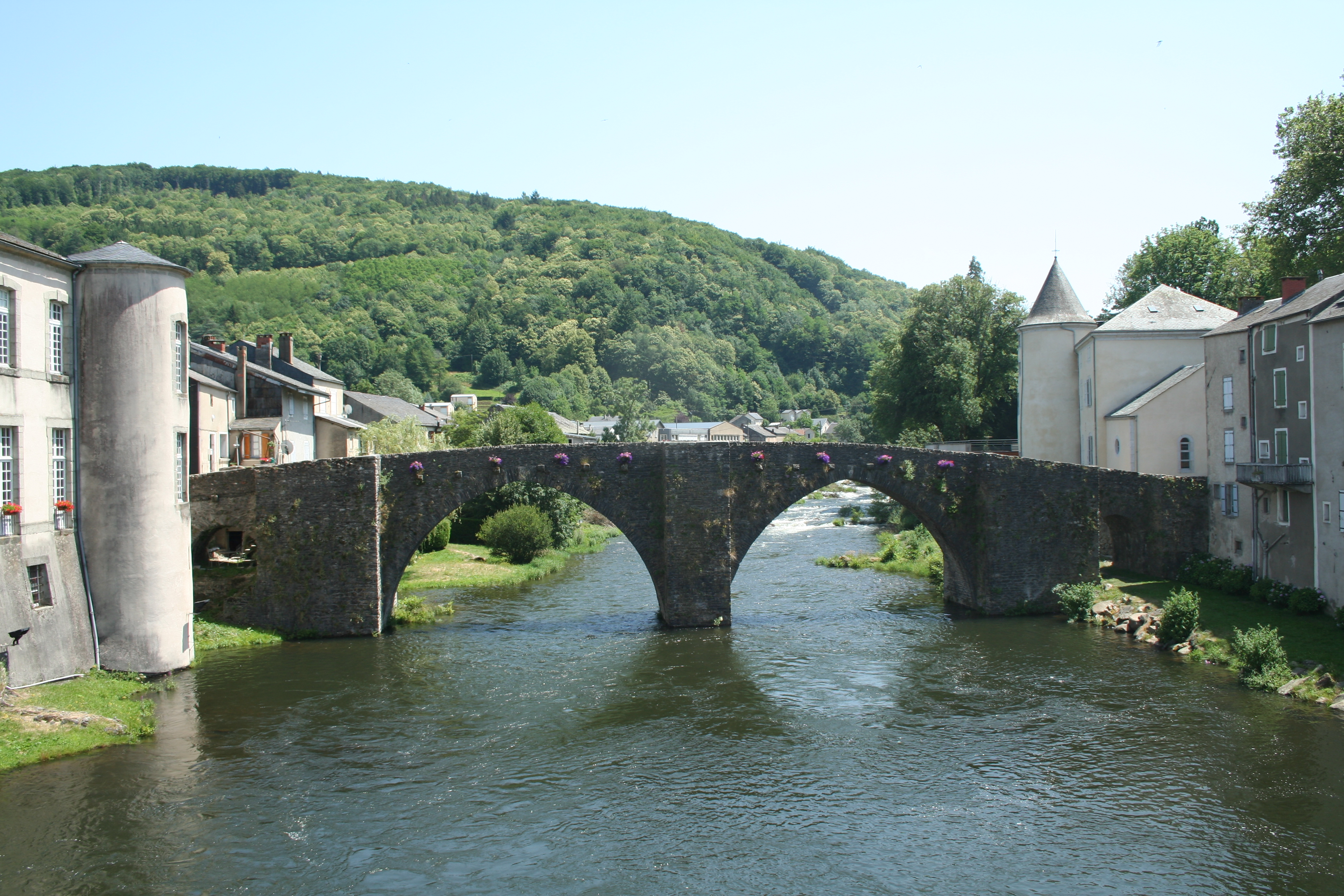
Les deux châteaux (à gauche Castelnau ; à droite Belfortès) se font face de part et d'autre du pont vieux

La période de construction du château de Brassac de Belfortès n'est pas connue. Néanmoins, l'édifice est attesté au XIIe siècle, lorsqu'un certain Willam Sobiran, membre de la famille de Soubiran est cité comme seigneur du lieu en 1112. 
La famille de Soubiran est alors la famille noble la plus importante de la cité de Brassac de Belfortès, à une époque où la ville fait face à celle de Brassac de Castelnau. Une grande rivalité apparait entre les deux rives de l'Agout. Les Soubiran resteront d'ailleurs en possession de la seigneurie et du château de Brassac de Belfortès six siècles durant, jusqu'à la moitié du XVIIe siècle.

### XIIIeetXIVesiècles
Le XIIIe siècle est synonyme de remaniements : le château est réaménagé. C'est d'ailleurs de cette époque que datent les fondements de la bâtisse actuelle. En 1278, les habitants ainsi que les consuls du bourg rendent hommage au seigneur des lieux, bien que celui-ci n'est pas nommé. 
En 1317 (ou 1322), lors d'un dénombrement demandé par la comtesse de Castres, Catherine de Vendôme, on signale Amblard de Soubiran, descendant de Willam Sobiran, comme propriétaire de l'édifice. Les seigneurs suivants accordent certaines libertés à leurs sujets (en 1352), avant de leur ordonner de fortifier la cité, en 1366.

### Rivalité et guerres de Religion

Le blason de Brassac de Belfortès

Lorsque Boffille de Juge, dont les descendants seront importants dans l'histoire de Brassac, devient comte de Castres par décision de Louis XI, les seigneurs des deux cités rivales envoie des représentants lui prêter allégeance, au couvent des Jacobins de la basilique Saint-Vincent de Castres, où se tient la cérémonie. 
Témoignage de l'hostilité des deux bourgades voisines, au cours du XVIe siècle, durant les guerres de Religion, la communauté de Belfortès prend le parti des  protestants tandis que celle de Castelnau se rallie aux catholiques. Ainsi, le temple se trouve rive gauche (à Belfortès) et l'église rive droite (à Castelnau). Le château de Brassac de Belfortès semble d'ailleurs avoir été partiellement reconstruit et surtout fortifié au cours de la seconde moitié de ce siècle. Une paix relative revient sous le règne de Louis XIII. 
À partir de 1618, le seigneur Pierre de Soubiran profite d'ailleurs de cette accalmie pour embellir son château : aux froides meurtrières et aux puissantes fortifications succèdent de belles fenêtres et un certain confort. Mais bientôt, la guerre revient avec les rébellions huguenotes qui agitent la région. Le duc Henri II de Rohan, capitaine protestant, s'empare fin 1627 des châteaux de Brassac, tant celui de Belfortès que de Castelnau.

### XVIIIe siècle
En 1754, la dernière dame de Soubiran se voit dans l'obligation de confier tous ses biens, dont le château de Brassac de Belfortès, à Guillaume Paul Célariès d'Amiguet, avocat au Parlement et juge de Brassac. C'est ainsi que se termine plus de six siècles d'hégémonie de la famille de Soubiran sur les terres de Brassac de Belfortès. 
Le nouveau propriétaire ne conserve que peu l'édifice, avant de le vendre le 12 juin 1766 à Claude Henri François de Juge, descendant du comte Boffille de Juge, et déjà propriétaire du château de Brassac de Castelnau, mais aussi seigneur de Brassac de Castelnau, de Cambounès et du Bez. Il semble que celui-ci entame une série de travaux, visant à remanier la bâtisse sur le modèle du château qui lui fait face, et que le propriétaire possède donc aussi. Il obtient aussi que la seigneurie de Brassac soit érigée en marquisat. 
Son fils unique, le marquis Arnaud Louis de Juge (? - 28 novembre 1799), hérite de ses biens. Sous la Terreur, il est enfermé du 5 nivôse an II (25 décembre 1793) au 4 brumaire an IV (16 octobre 1795)  à Castres. Libéré, il parvient à récupérer son château de Belfortès, mais pas celui de Castelnau. 

### XIXe siècle
Dans le même temps, les deux seigneuries sont réunies sous le nom unique de Brassac. Le fils d'Arnaud Louis de Juge, Charles-Armand de Juge (10 octobre 1793 - 10 décembre 1867), est d'ailleurs de nouveau titré de marquis de Brassac à partir de la Restauration. Il s'engage dans la 1re compagnie des mousquetaires le 6 juillet 1814, avant d'entamer une carrière dans le droit. Néanmoins, à sa mort en 1867, il n'a pas d'héritier direct : c'est donc son neveu, le baron Louis de Saint-Vincent (1819 - 1888), qui hérite de ses biens, dont le marquisat de Brassac. 
L'héritage s'ensuit ainsi dans la famille de Saint-Vincent, avec le marquis Robert de Saint-Vincent de Brassac (militaire, 1853 - ?) qui fait rajouter à son nom de Brassac, puis avec le marquis André-Marie de Saint-Vincent de Brassac (1891 - 1917), mort pour la France au cours de la Première Guerre mondiale. Sa femme, la marquise de Saint-Vincent, entreprend quelques nouveaux travaux, comme l'édification d'une chapelle, et c'est à elle que le château de Brassac de Belfortès doit son second nom de château de la Marquise.

### Aujourd'hui
Aujourd'hui, il appartient à la mairie de Brassac et abrite la médiathèque, la Cyberbase et la MJC. Il sert parfois à l'organisation d'événements culturels, comme des spectacles,.

## Architecture

### Organisation générale
Situé place Saint-Blaise sur la rive gauche de l'Agout, le château de Brassac de Belfortès se présente sous la forme d'un corps de logis rectangulaire, auquel sont accolés une tour ronde, s'ouvrant sur la rivière, ainsi qu'un petit pavillon à l'ouest. Recouvert d'un enduit blanc, il est principalement construit en gneiss, schiste et galets. L'ensemble des toitures sont en ardoises, et celles du corps de logis sont soutenues par une voûte en berceau et présente des combles à surcroit. Le château se compose de deux étages et d'un sous-sol.
Avant l'édification des maisons voisines, le domaine du château et son parc s'étendaient sur un immense territoire, allant jusqu'au lieu-dit Sarrazy. On y trouvait aussi des écuries.

### Les remaniements successifs

#### XIIe siècle
Un premier château est attesté dès le début du XIIe siècle comme appartenant à la famille de Soubiran, et pourrait donc être plus ancien encore. Il ne semble néanmoins pas rester trace de cet édifice primitif.

#### XIIIe siècle
Les fondements du château actuel datent du XIIIe siècle, ce qui indique que le château de Brassac de Belfortès a été construit à cette période, probablement sur l'emplacement de la forteresse plus ancienne.

#### XVIe siècle
Au cours de la seconde moitié du XVIe siècle, dans le contexte des guerres de Religion, le château est presque entièrement reconstruit, sur les vestiges de l'ancienne bâtisse du XIIIe siècle. Le château actuel date principalement de cette époque, comme en témoignent différentes fenêtres construites en grès (sous la forme de pierres de taille). Il est légitime de penser que ces travaux, qui ont donné lieu à une fortification générale de la bâtisse sont imputables au contexte de rivalité ayant cours entre les bourgs de Belfortès et de Castelnau.

#### XVIIe siècle
Après les troubles des guerres de Religion, et à partir de 1618, Pierre de Soubiran entame une série de travaux sur sa propriété. Avec ceux-ci, c'est la fin de la forteresse médiévale : le château de Brassac de Belfortès devient un petit château Renaissance, où l'on privilégie le confort aux fonctions défensives. De grandes ouvertures remplacent par exemple les meurtrières. Le plan général de l'édifice reconstruit au siècle précédent est conservé. Le rez-de-chaussée sert ainsi de cuisine, et comportent de même toutes les pièces réservées au service et au stockage, en étant complété dans cette tâche par les pièces du sous-sol. Les étages sont quant à eux réservés à l'habitation du seigneur.

#### XVIIIe siècle
Au cours du XVIIIe siècle, probablement sous l'impulsion de Claude Henri François de Juge, qui vient d'acquérir le château, de nombreux travaux sont entrepris, dans l'objectif d'harmoniser l'édifice avec le château qui lui fait face, et qui sert de modèle. Ainsi, le corps de logis est largement réaménagé. De grandes ouvertures encadrées de granite sont aussi percées, tandis que l'organisation des pièces est revue.

#### XIXe siècle
Un pavillon, alors occupé par un salon d'agrément, est bâti en 1834. Accolé à l'ouest du château, ce serait l’œuvre du baron de Saint-Vincent, mais cette affirmation n'est pas en accord avec les dates historiques : le présent baron de Saint-Vincent n'obtient le château qu'en 1867.

#### Années 1920
Durant l'entre-deux-guerres, et plus précisément entre 1920 et 1930, alors que la marquise de Saint-Vincent est propriétaire de la bâtisse, celle-ci fait installer une petite chapelle privé à sa demeure. Cette dernière a sûrement pris la place du salon d'agrément de 1834, et présente sous la forme d'une petite construction carrée, accolée à l'ouest du château, et possédant un oculus et quelques vitraux. Les toitures sont très sûrement rénovées dans leur ensemble à la même époque.

## Galerie

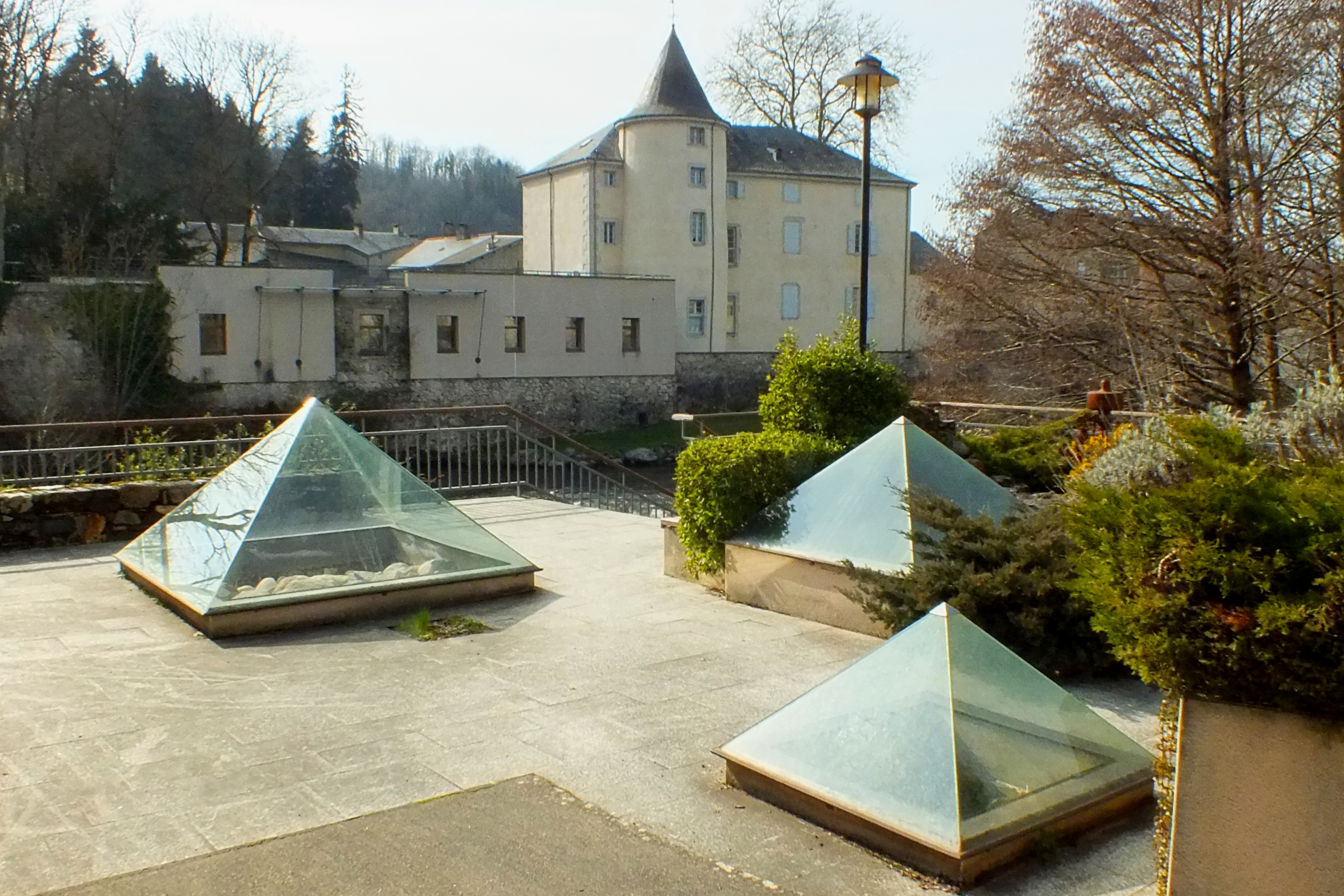
Le château, vu depuis la rive opposée
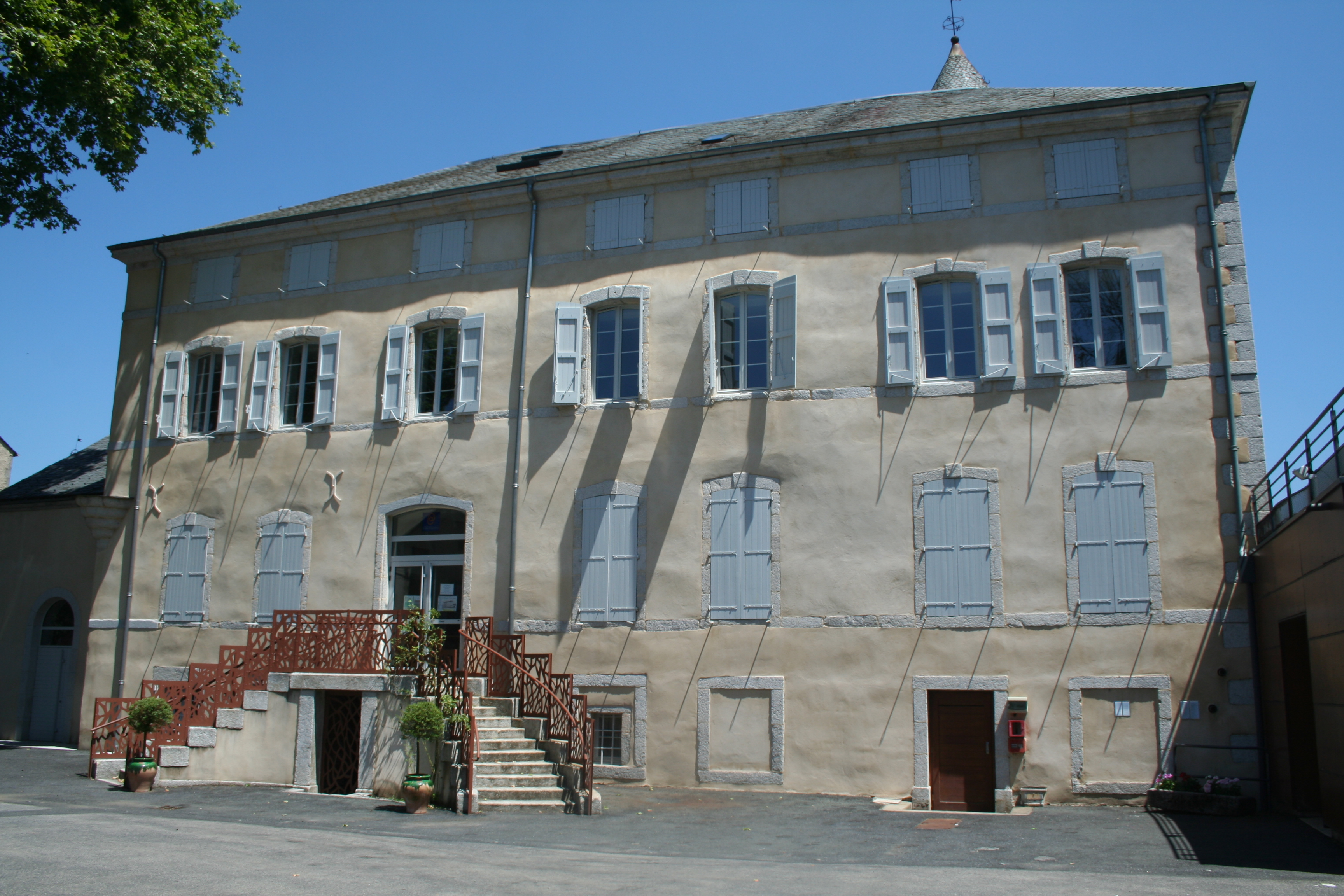
La façade arrière de l'édifice